# Jurij Tarasov
Jurij Ivanovyč Tarasov (in ucraino Юрій Іванович Тарасов?, in russo Юрий Иванович Тарасов?, angl. Yuriy Ivanovich Tarasov; 5 aprile 1960 – 28 marzo 2000) è stato un calciatore ucraino, fino al 1991 sovietico, di ruolo attaccante.

## Carriera

### Club
Le prestazioni conseguite con il Mayak Charkiv (18 reti in 41 partite di campionato) lo portano a firmare per il Metalist, la principale società di Charkiv. In otto stagioni conquista una Coppa dell'URSS nel 1988 vincendo la finale contro il Torpedo Mosca (2-0). Inoltre raggiunge la finale di Coppa dell'URSS 1983 (dopo aver eliminato Qayrat, Ararat, Torpedo Kutaisi, CSKA Mosca) perdendo 1-0 contro lo Shakhtar Donetsk, la finale della Coppa delle federazioni sovietiche nel 1987 (persa 4-1 contro lo Spartak Mosca e la finale della Supercoppa sovietica nel 1988, incontro perso 3-1 contro il Dnepr. Tarasov si fa notare nel campionato del 1984, durante il quale realizza 17 reti in 30 giornate, raggiungendo il terzo posto tra i marcatori e mantenendo una media reti/partita superiore a 0,5. I sovietici partecipano alla Coppa delle Coppe 1988-1989: esclusi gli jugoslavi del Borac Banja Luka (4-2), squadra alla quale Tarasov sigla una doppietta, il Metalist esce contro gli olandesi del Roda 1-0.
Nel 1990 Tarasov si trasferisce al Beitar Gerusalemme, nella prima divisione israeliana. Nel 1991 ritorna al Metalist prima di passare al Nyva Vinnycja l'anno seguente. Nel gennaio del 1993 ritorna in Israele al Beitar Tel Aviv, dove rimane fino al gennaio del 1994, quando rientra a Charkiv per giocare la sua ultima stagione nel Metalist. A giugno conclude la sua carriera agonistica.
Totalizza 264 incontri e 74 marcature in tutte le competizioni con il Metalist.

## Palmarès

### Club

#### Competizioni nazionali
- Kubok SSSR: 1

Metalist: 1987-1988